# 상동 (부천시)
상동(上洞)은 경기도 부천시 원미구의 행정동이자 법정동으로 구성되어 있다. 이 지역에는 중동신도시의 연장선상으로 상동지구가 조성되었다.

## 개요
상동은 송내역, 중동역 및 상동역을 중심으로 역세권이 형성되었으며, 부천시 관내에서 신도시와 구도시의 기능이 공존하는 대표적인 곳이다. 특히 송내역과 상동역을 중심으로 상가와 고층 빌딩이 들어서면서 부천시의 번화가로 자리잡았다. 인천광역시 부평구와의 경계에 위치하며 아파트, 단독주택, 다세대/다가구주택, 상가가 공존하고 있다. 대부분 아파트로 구성되어 있으나, 행정동 상동은 다세대/다가구 주택이 상대적으로 많다.
원주민이 많이 사는 상동의 면적은 0.9km2이며, 1990~2000년대 중동신도시 및 상동택지지구의 조성으로 많은 인구가 유입된 상1동, 상2동, 상3동의 총면적은 2.25km2으로 전체 면적은 3.16km2이다. 사래이(上洞), 신상리 등의 자연마을이 있었으나, 1990~2000년대 중동신도시 및 상동택지지구의 조성으로 자연마을은 모두 사라졌다.

## 인구
2010년 상동의 인구는 116,699명이고 이중 남자는 57,677명, 여자는 59,022명으로 여자가 많고 성비는 97.7이다. 14세 이하의 유소년 인구의 비율은 19.2%로 부천시 평균보다 3.4% 높고 노년 인구 비율은 5.1%이고, 가장 인구가 많은 연령대는 45~49세이다. 행정동별 인구는 2010년 10월을 기준으로 상동에 22,981명(8,428세대), 상1동에 28,503명(9,924세대), 상2동에 32,712명(10,290세대), 상3동에 34,292명(10,193세대)이며, 총 118,488명에 38,838세대로 구성되어 있다.

## 주요 시설

### 관공서
- 상동 행정복지센터
- 상동우체국
- 상동지구대
- 상동119안전센터
- 신상119안전센터

### 교육 기관
- 상도초등학교
- 상동초등학교
- 상원초등학교
- 상지초등학교
- 상일초등학교
- 상인초등학교
- 석천초등학교
- 상미초등학교
- 상동중학교
- 상도중학교
- 석천중학교
- 상일중학교
- 상동고등학교
- 상일고등학교
- 상원고등학교
- 부천정보산업고등학교
- 부천여자고등학교

### 문화
- 부천 판타스틱스튜디오
- 복사골문화센터
- 아인스월드
- 웅진플레이도시
- 상동도서관
- 한국만화박물관

### 공원

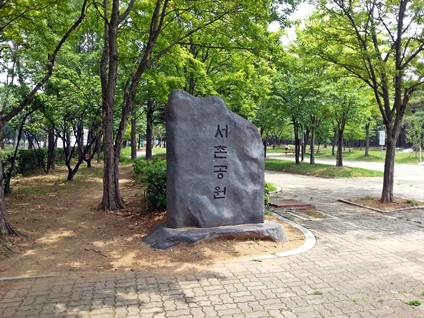
서촌공원

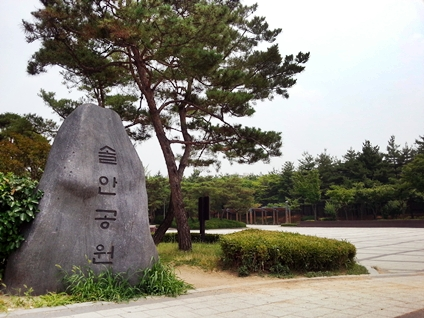
서촌공원

- 상동호수공원
- 진달래공원
- 원천공원
- 석천공원
- 구지공원
- 서촌공원서촌공원
- 솔안공원서촌공원
- 시민의 강

## 교통

### 도로
- 수도권제1순환고속도로
- 송내대로
- 길주로
- 부일로
- 평천로

### 버스
- 시외버스 : 부천터미널 소풍

### 철도
- ● 서울 지하철 7호선 : 상동역, 삼산체육관역

## 아파트
| 단지명                  | 건설사                    | 시행사                    | 주소                              | 입주        | 비고     |
| ----------------------- | ------------------------- | ------------------------- | --------------------------------- | ----------- | -------- |
| 백송마을 상동자이       | 엘지건설㈜                | 공무원연금공단            | 원미구 조마루로 48                | 2003년 8월  |          |
| 목련마을 상록           | 엘지건설㈜                | 공무원연금공단            | 원미구 신상로 45 원미구 신상로 91 | 2003년 8월  | 공공임대 |
| 백송마을 LG·SK          | 엘지건설㈜ 에스케이건설㈜ | 엘지건설㈜ 에스케이건설㈜ |                                   | 2002년 3월  |          |
| 라일락마을 경남아너스빌 | 대아건설㈜                | 대한주택공사              |                                   | 2002년 10월 |          |
| 다정한마을 경남아너스빌 | 대아건설㈜                | 대한주택공사              |                                   | 2002년 10월 |          |
| 행복한마을 한양수자인   | 삼능건설㈜                | 대한주택공사              |                                   | 2002년 9월  |          |
| 하얀마을 주공3단지      | 대아건설㈜ 금호산업       | 대한주택공사              | 원미구 조마루로 104-1             | 2002년 11월 | 국민임대 |
| 행복한마을 금호         | 금호산업                  | 금호산업                  |                                   | 2002년 7월  |          |
| 다정한마을 삼성래미안   | 삼성물산㈜ 건설부문       | 군인공제회                |                                   | 2002년 9월  |          |
| 진달래마을 푸르지오     | 대우건설                  | 대우건설                  | 원미구 도약로 56                  | 2002년 6월  |          |
- 백송마을 풍림아이원 - 2002년 3월 입주 / 풍림산업
- 백송마을 동남디아망 - 2002년 12월 입주 / ㈜동남주택산업
- 하얀마을 아이파크 - 2002년 3월 입주 / 현대산업개발
- 서해종합건설㈜
  - 라일락마을 서해그랑블 (1차) - 2002년 5월 입주
  - 행복한마을 서해그랑블 (2차) - 2002년 5월 입주
- 라일락마을 대우유림 - 2002년 8월 입주 / 대우산업개발, 유림주택건설㈜
- 라일락마을 신성미소지움 - 2002년 11월 입주 / ㈜신성
- 라일락마을 동양덱스빌 - 2002년 9월 입주 / 동양건설산업
- 진달래마을 효성 센트럴타운 - 2002년 9월 입주 / ㈜효성
- 진달래마을 신동아파밀리에 - 2002년 4월 입주 / 신동아건설
- 진달래마을 e편한세상 - 2002년 8월 입주 / ㈜삼호
- 경기도시공사
  - 진달래마을 써미트빌 - 2002년 9월 입주 / ㈜효성 외3
- 다정한마을 쌍용 - 2003년 2월 입주 / 쌍용건설
- 다정한마을 KCC - 2003년 2월 입주 / 금강종합건설㈜